# Arabis sagittata
Arabis sagittata är en korsblommig växtart som först beskrevs av Antonio Bertoloni, och fick sitt nu gällande namn av Dc. Arabis sagittata ingår i släktet travar, och familjen korsblommiga växter. Inga underarter finns listade i Catalogue of Life.

## Bildgalleri

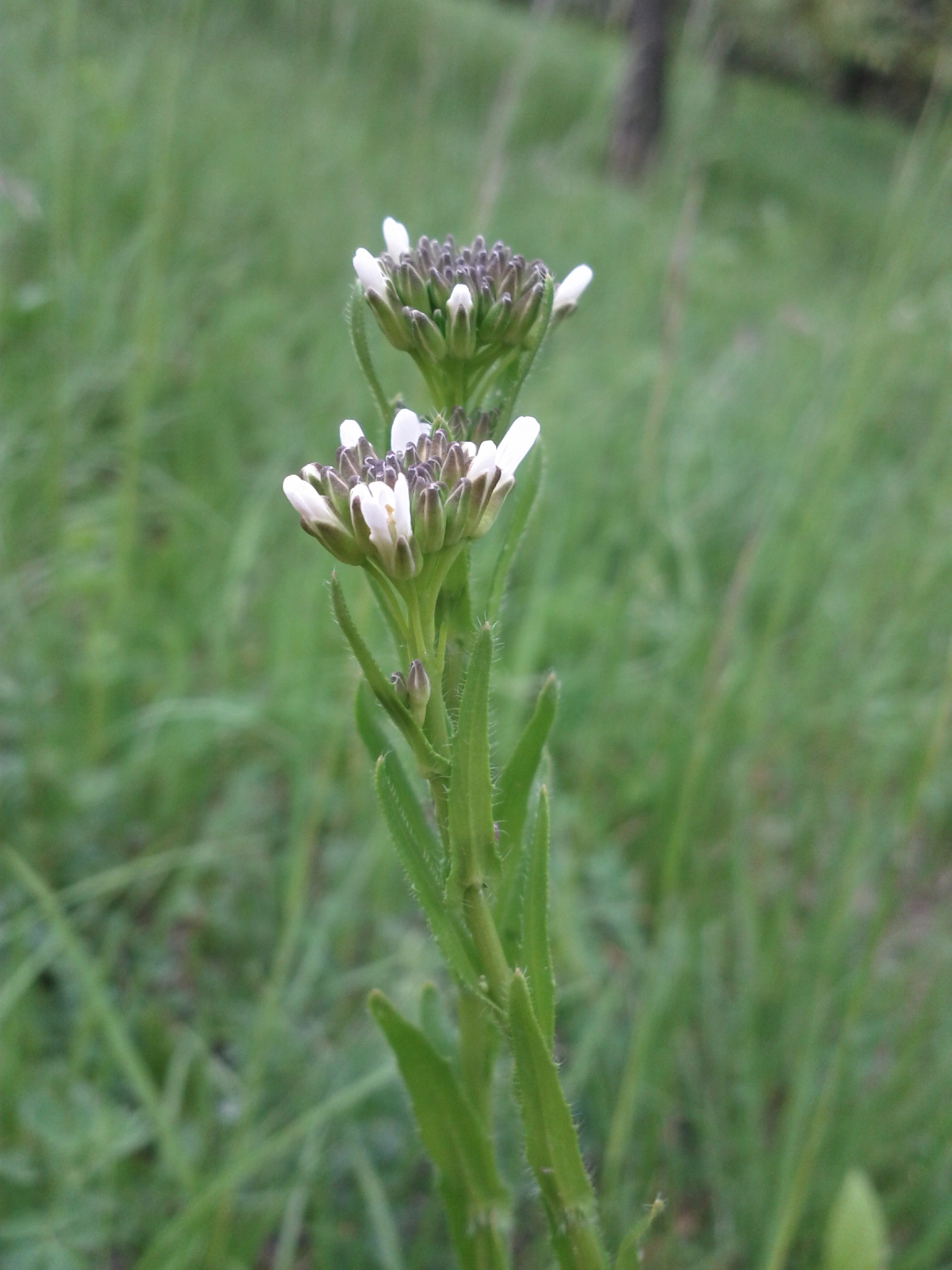
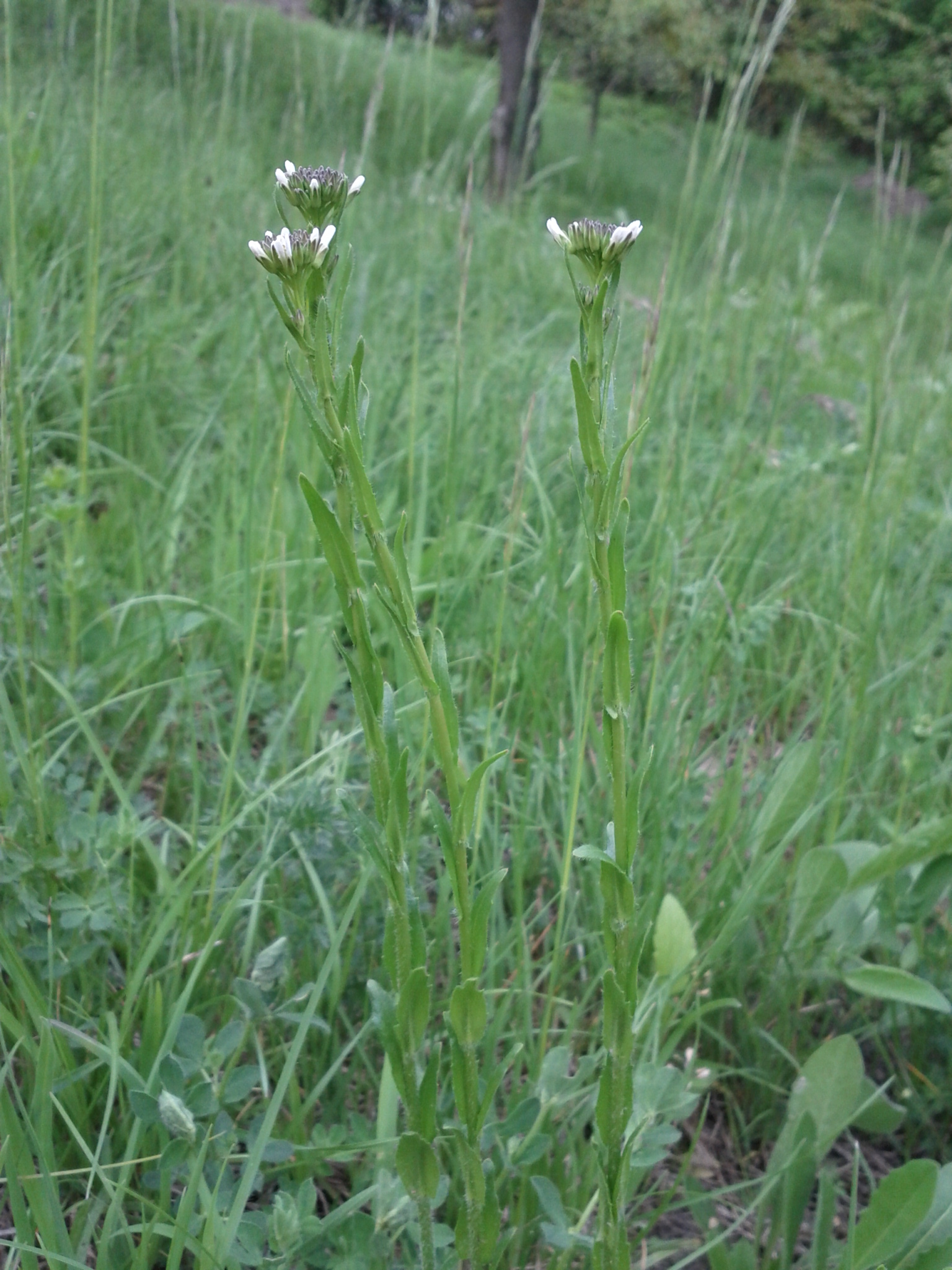
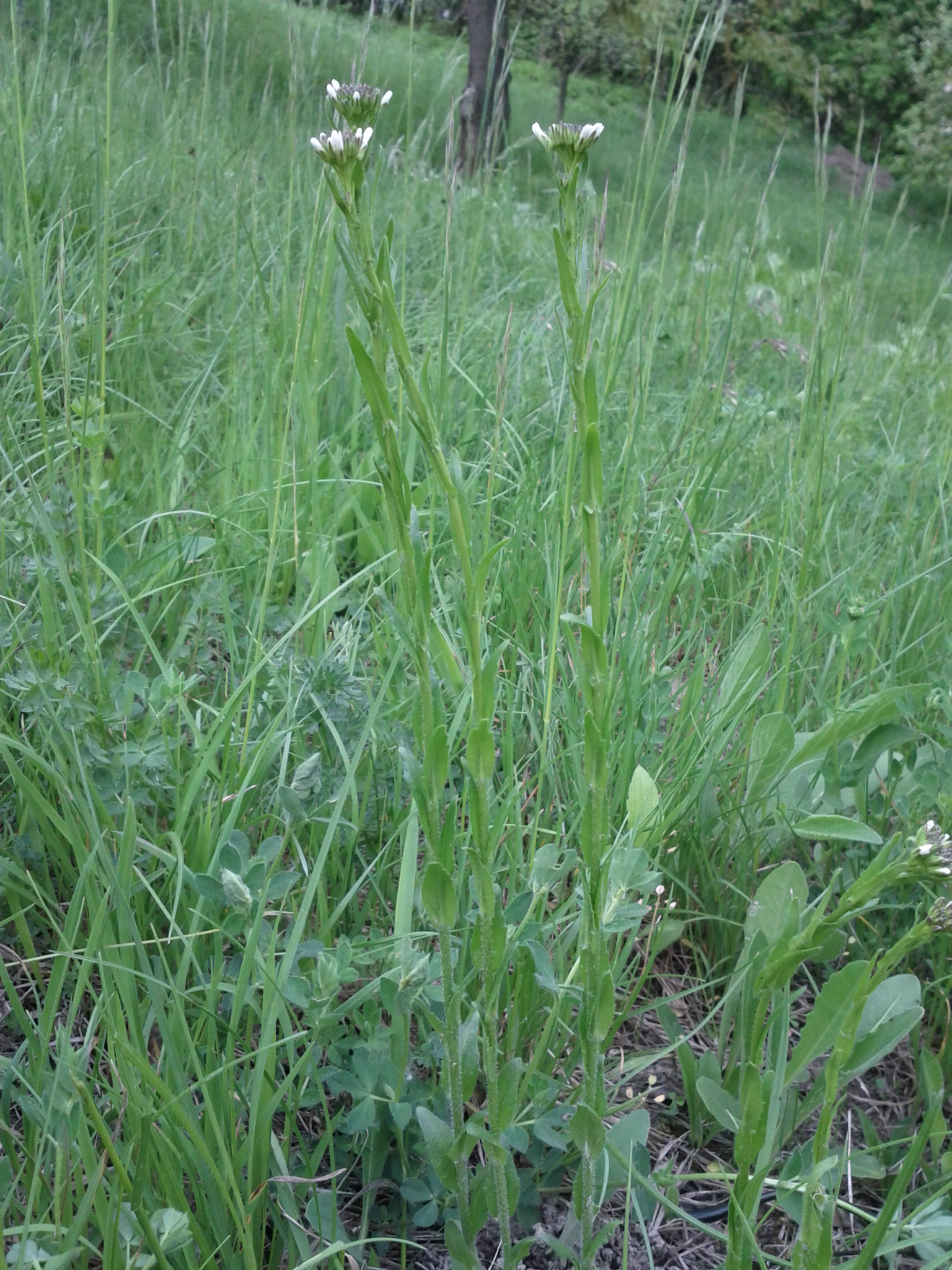
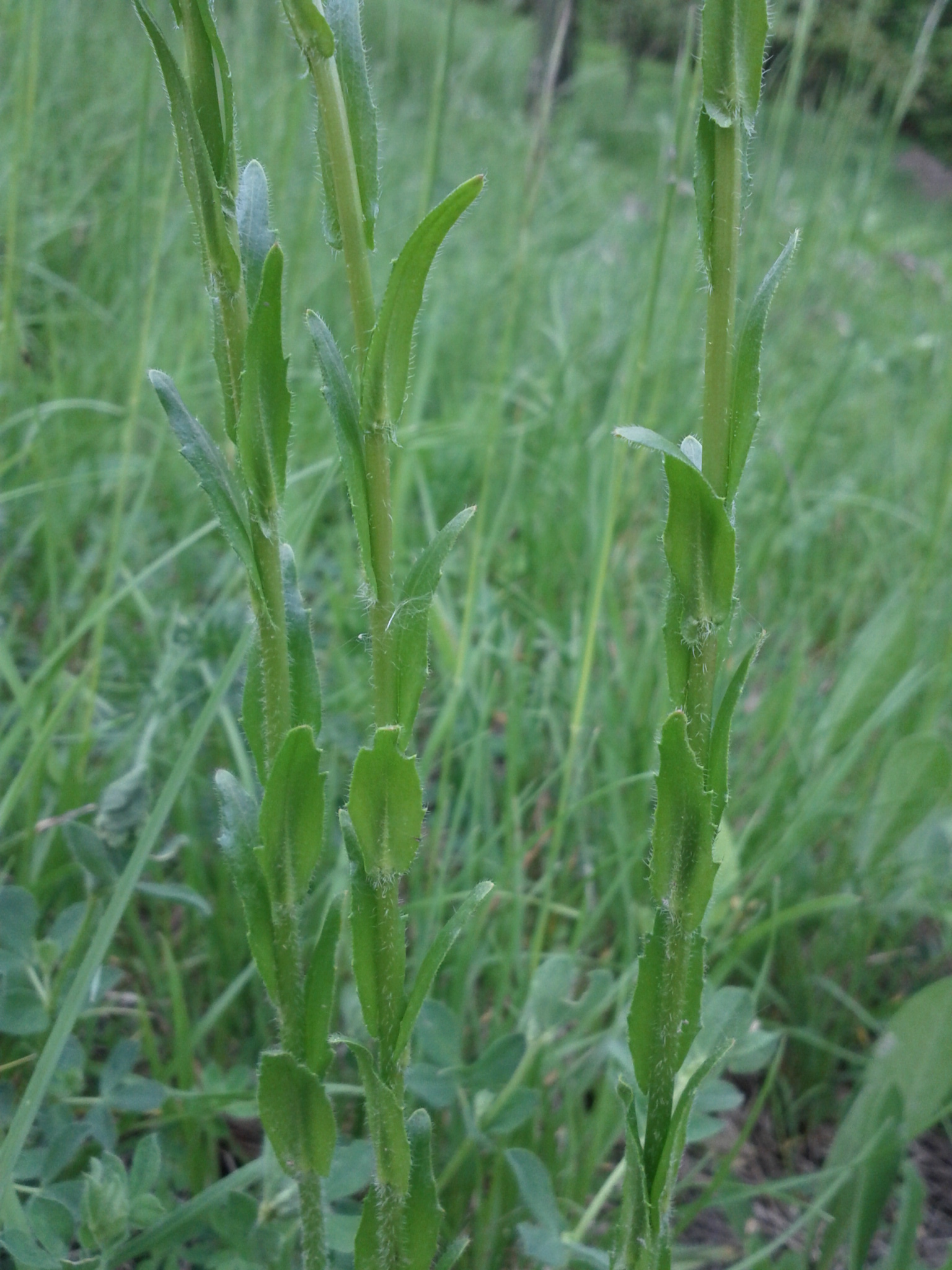
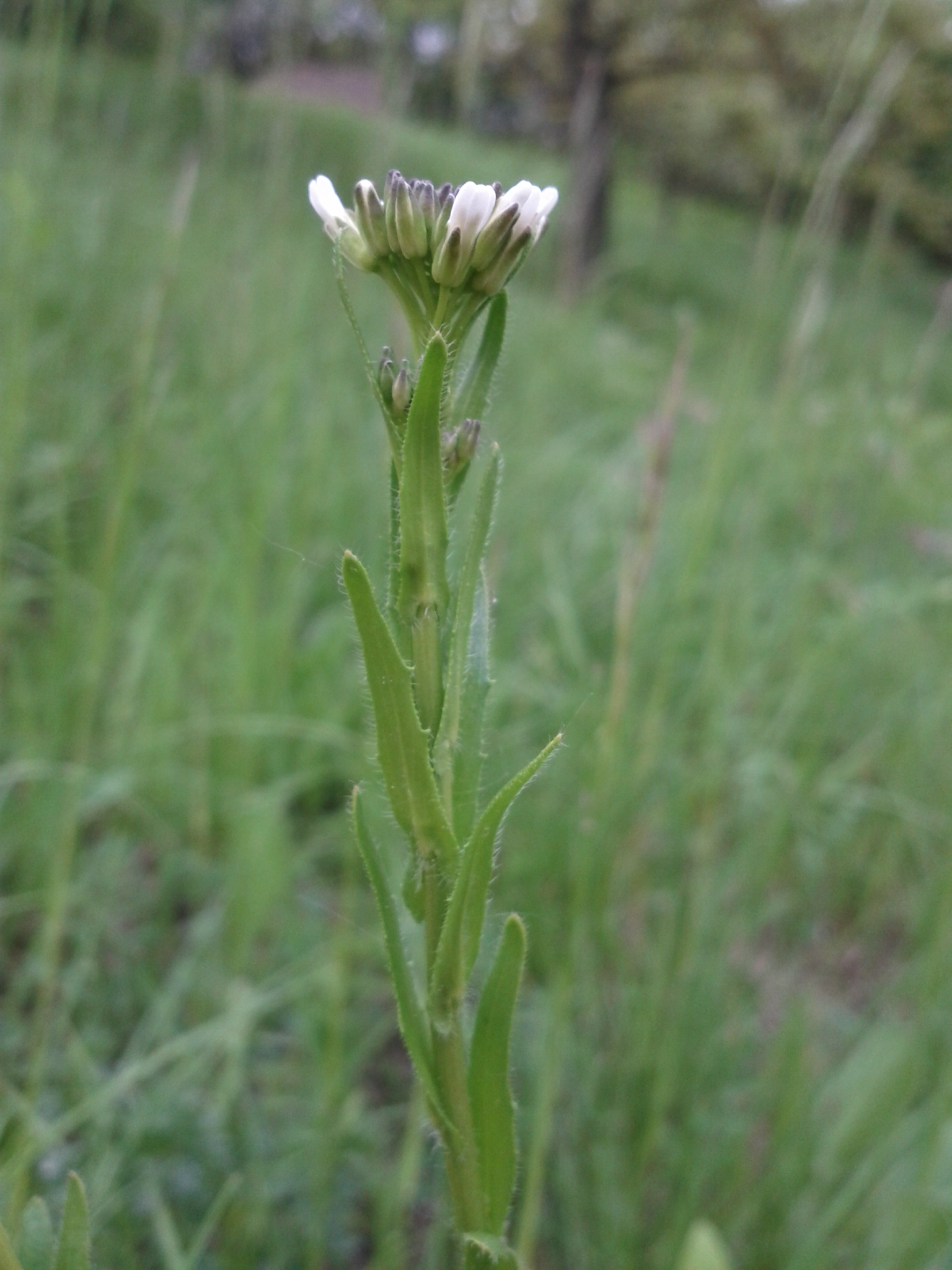
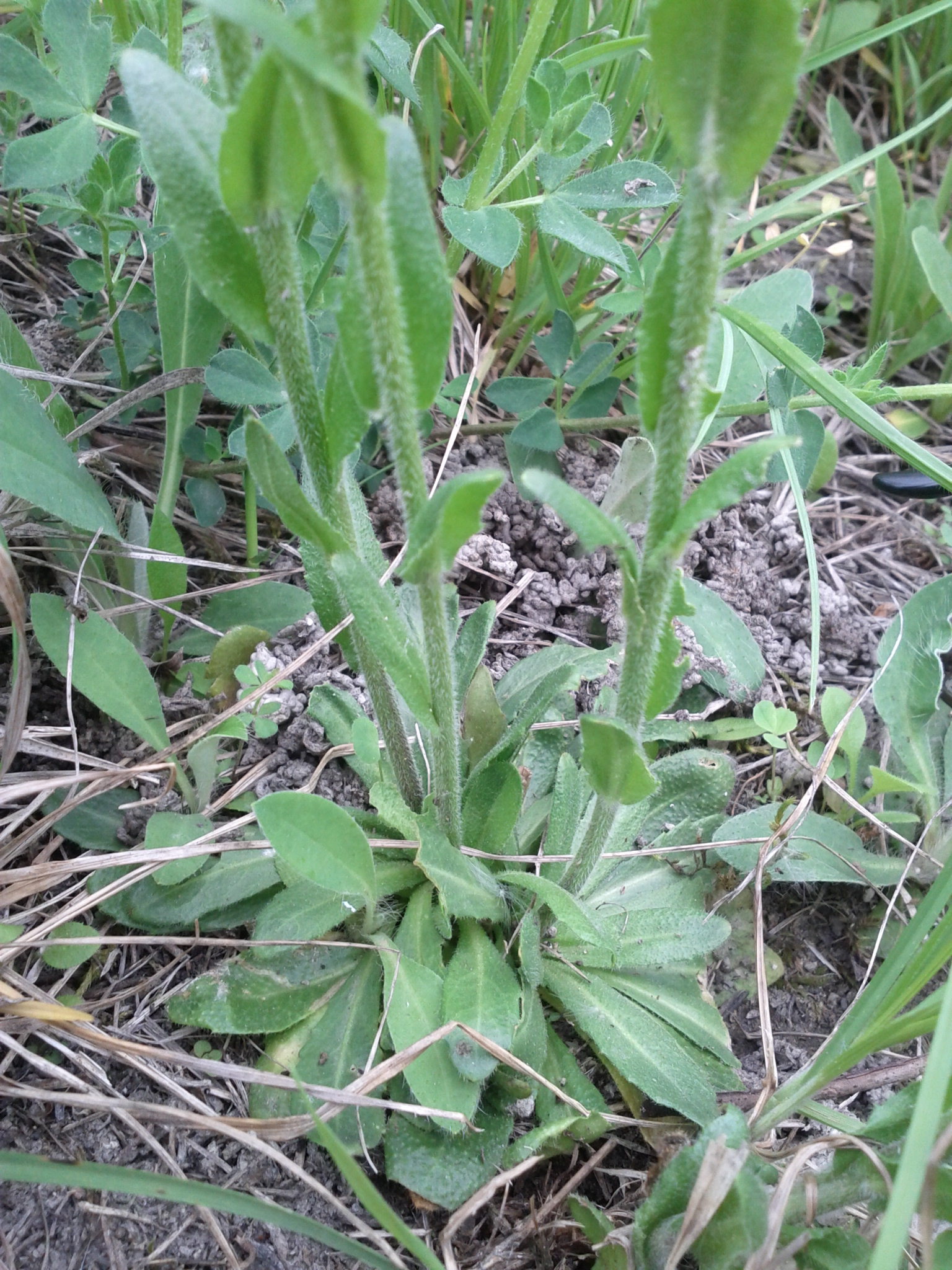